# Upplands runinskrifter 465
Upplands runinskrifter 465 är en försvunnen vikingatida runsten som funnits i Smedby, Vassunda socken och Knivsta kommun. Runstenen var omkring 2,05 meter hög och 1,2 meter bred.
Om den Tora som lät resa U 465 är samma Tora som omnämns på U 464 går inte att avgöra.

## Inskriften
Translitterering av runraden:
[þora · lit · raisa · stin · aftʀ · kuna · bunta · sin · kuþ · hialbi · ant · hans ·]
Normalisering till runsvenska:
Þora let ræisa stæin æftiʀ Gunna, bonda sinn. Guð hialpi and hans.
Översättning till nusvenska:
Tora lät resa stenen efter Gunne, sin man. Gud hjälpe hans ande.